# Mistislaw

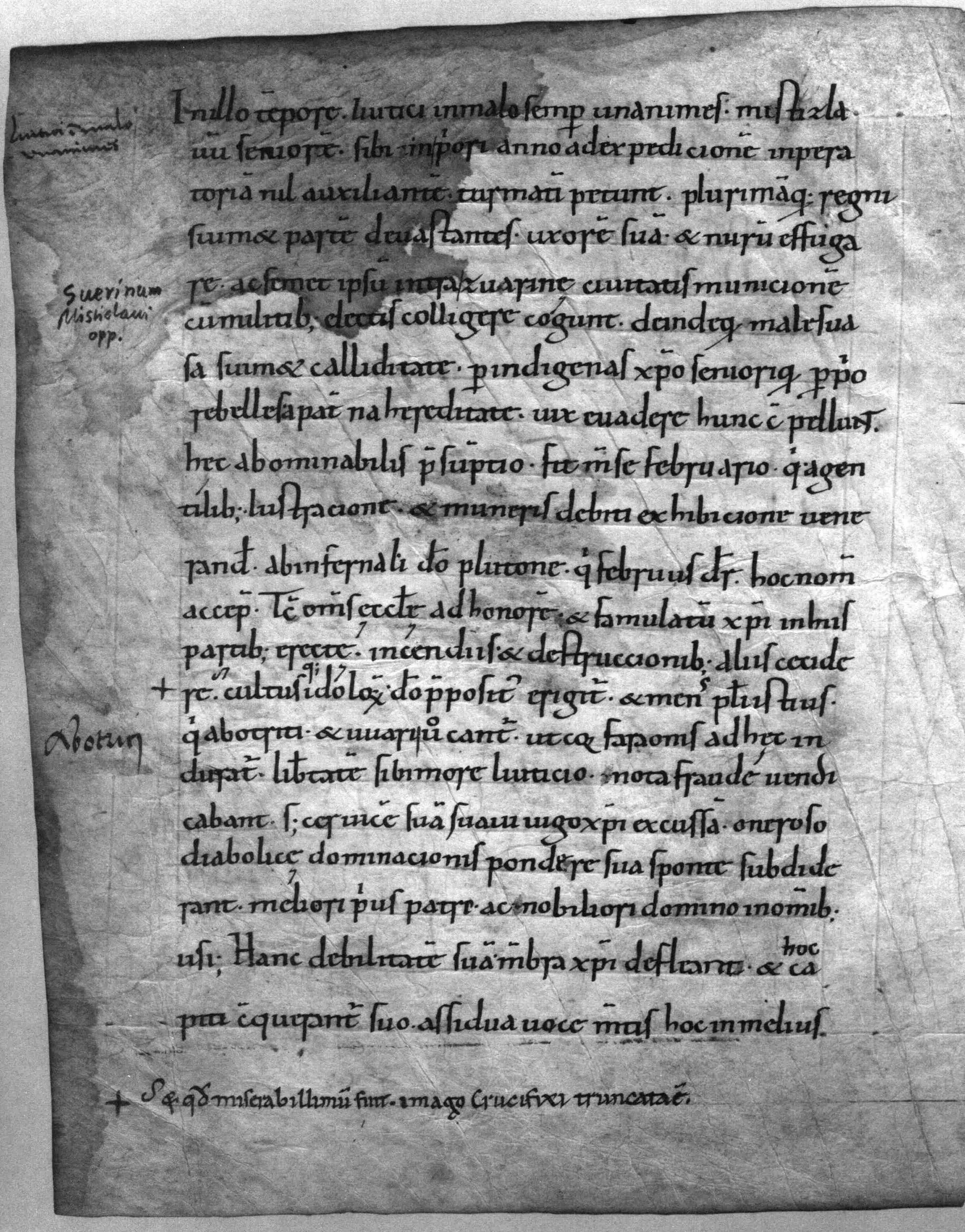
Ersterwähnung Mistislaws als Mistizlavus in der Chronik Thietmars von Merseburg von ca. 1018 (Faksimile). SLUB Dresden, Msc. R 147, Blatt 178 b

Mistislaw, auch Mstislav († nach 1018), aus dem Geschlecht der Nakoniden, war ein elbslawischer Fürst, der von 990/995 bis 1018 im heutigen Mecklenburg und dem östlichen Holstein über den Stammesverband der Abodriten herrschte.
Die Nakoniden zählten in der zweiten Hälfte des 10. Jahrhunderts zu den mächtigsten christlichen Slawenfürsten. Im Gefolge des sächsischen Herzogs Bernhard I. nahm Mistislaw im Jahr 982 am Feldzug Ottos II. gegen die Sarazenen in Süditalien teil, von dem er mit nur wenigen Überlebenden zurückkehrte. Im anschließenden Slawenaufstand von 983 verloren die Nakoniden die Oberhoheit über mehrere abodritische Teilstämme an die siegreichen Liutizen. Als Mistislaw nach dem Tod seines Vaters Mistiwoj 990/995 dessen Nachfolge antrat, versuchte er eine königsgleiche Herrschaft über die verbliebenen Teilstämme zu erlangen. Während er sich dazu der Unterstützung von Kirche und Reich versicherte, verband sich die innerabodritische Opposition mit den Liutizen. Ab dem Jahr 1003 verlor Mistislaw durch das Bündnis Heinrichs II. mit den Liutizen gegen den polnischen Fürsten Boleslaw I. zunehmend an sächsischer Unterstützung, bis er sich schließlich nicht mehr zu behaupten vermochte. Im Februar 1018 fielen die Liutizen im Abodritenreich ein, wiegelten die Bevölkerung auf und zwangen Mistislaw zur Flucht in den sächsischen Bardengau.
Die neuere Forschung beurteilt Mistislaw überwiegend als reichsnahen christlichen Slawenfürsten, dessen Versuch zur Umgestaltung des Abodritenreiches vom Personenverbandsstaat zum Territorialstaat trotz Unterstützung durch die Kirche und das sächsische Herzogtum scheiterte.

## Leben

### Herkunft und Familie
Mistislaw, in den Quellen als Mistizlavus und Missizla bezeichnet, war der Sohn des abodritischen Samtherrschers Mistiwoj. Er hatte zwei Schwestern, Tove und Hodica. Eine Eheschließung mit der Nichte des sächsischen Herzogs Bernhard I. scheiterte 983 am Widerstand Dietrichs von Haldensleben. Mit einer unbekannten Frau hatte Mistislaw einen Sohn, Pribignew, der um 1020 mit dänischer und sächsischer Unterstützung die Herrschaft über den Stammesverband erlangte.

### Feldzug gegen die Sarazenen in Süditalien
Schon vor seinem Herrschaftsantritt nahm Mistislaw 982 als Vertreter des nakonidischen Fürstenhauses am Italienfeldzug Kaiser Ottos II. teil. An der Spitze einer Abordnung abodritischer Panzerreiter überquerte er im Gefolge des sächsischen Herzogs Bernhard I. 981/982 die Alpen, um das kaiserliche Heer im südlichen Reichsteil zu verstärken. Der Kaiser bereitete dort einen Feldzug gegen die Sarazenen vor, die unter Führung ihres Emirs Abu al-Qasim von Sizilien aus auf das süditalienische Festland vorgedrungen waren. Das von Mistislaw geführte Kontingent soll aus 1000 Panzerreitern bestanden haben. Dies ist eine für mittelalterliche Verhältnisse kaum glaubhafte Stärke, zumal der Kaiser in seinem Einberufungsbefehl insgesamt nur 2090 Panzerreiter aus dem nördlichen Reichsteil angefordert hatte. Dennoch muss die Zahl der abodritischen Krieger außergewöhnlich hoch gewesen sein, denn Bernhard I. versprach als Gegenleistung für die Teilnahme am Feldzug die Vermählung seiner Nichte mit Mistislaw und damit eine dynastische Verbindung der beiden Fürstenhäuser. Während Bernhard I. aufgrund eines Einfalls der Dänen schon frühzeitig in den Norden zurückkehren musste, fanden fast alle Abodriten in Italien den Tod. Auch wenn über ihr Schicksal nichts Genaues bekannt ist, liegt eine Teilnahme an der Schlacht am Kap Colonna nahe, in der das kaiserliche Heer am 15. Juli 982 vernichtend geschlagen wurde.
Mistislaw kehrte mit den wenigen Überlebenden nach Mecklenburg zurück. Als er die Erfüllung des Eheversprechens einforderte, verweigerte ihm Graf Dietrich von Haldensleben die Braut mit den Worten, man dürfe die Blutsverwandte eines Herzogs nicht einem Hunde geben. Dietrichs Beweggründe für seinen Widerstand gegen eine dynastische Verbindung von Billungern und Nakoniden waren wohl machtpolitischer Natur. Als Markgraf der Nordmark konkurrierte er mit Billungern und Nakoniden um Einfluss in dem traditionell dem abodritischen Herrschaftsanspruch unterliegenden Gebiet der Zirzipanen. Demgegenüber sind ethnische Vorbehalte Dietrichs gegen eine Ehe zwischen dem slawischen Fürstensohn und der sächsischen Prinzessin wohl auszuschließen, denn derartige Verbindungen waren nicht ungewöhnlich. Dietrich selbst hatte 978 eine Vermählung seiner ältesten Tochter Oda mit dem polnischen Fürsten Mieszko I. gefördert, und seine weitere Tochter Mathilde hatte den hevellischen Fürsten Pribislaw geehelicht. Mistislaws Vater Mistiwoj war mit der Schwester des Oldenburger Bischofs Wago verheiratet, und eine Verwandte des sächsischen Herzogs Bernhard I., Weldrud, war dem wagrischen Fürsten Sederich zur Frau gegeben worden.

### Samtherrschaft
Als Samtherrscher des abodritischen Stammesverbandes gebot Mistislaw über den namengebenden Teilstamm der Abodriten beiderseits des Schweriner Sees und die Fürsten der Teilstämme. Diese schuldeten ihm Heeresfolge und Tribut.

#### Herrschaftsantritt
Der Zeitpunkt von Mistislaws Herrschaftsantritt ist nicht überliefert. Die Forschung erörtert vorrangig die Jahre 990 und 995. Christian Lübke meint, ab dem Jahr 990 eine radikale Änderung der abodritischen Politik zu erkennen, die auf einen Führungswechsel hindeute. Demgegenüber verweisen Peter Donat und Jürgen Petersohn auf einen Freundschaftsbesuch König Ottos III. auf der Mecklenburg im September 995, der anlässlich einer Inthronisierung Mistislaws erfolgt sein könnte.

#### Herrschaftsausübung

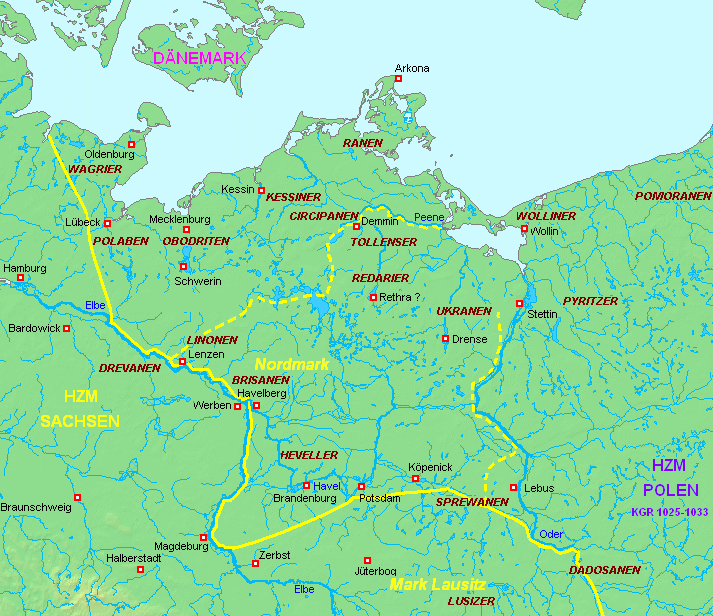
Die elbslawischen Stämme um das Jahr 1000

Wie zuvor seinem Vater Mistiwoj diente auch Mistislaw die Mecklenburg als zentraler Herrschaftssitz und Repräsentationsort. Darauf deutet der Amtssitz der Oldenburger Bischöfe Reinbert (991/992–1013/1014) und Bernhard (1013/1014–1023) hin, die während Mistislaws Regentschaft auf der Mecklenburg residierten. Auf oder bei der Mecklenburg befand sich auch ein Nonnenkloster. Nach sächsischem Vorbild könnte diesem Damenstift die Aufgabe zugefallen sein, die Töchter der Vornehmen des Abodritenlandes aufzunehmen, um die einheimischen Adelsfamilien an den Ort von Mistislaws Herrschaftsausübung zu binden. Dem steht die Nachricht bei Thietmar von Merseburg gegenüber, Mistislaw sei im Jahre 1018 in der Burg Schwerin eingeschlossen und belagert worden. Nils Rühberg sieht darin keinen Widerspruch, sondern, Mistislaw sei von der Mecklenburg auf die Burg Schwerin geflohen.
Ebenfalls nicht abschließend geklärt ist die Frage, über welche der abodritischen Teilstämme Mistislaw die Samtherrschaft ausübte. Vermutet wird eine Herrschaft über die später mit eigenen Teilstammesfürsten in Erscheinung getretenen Polaben westlich und die Kessiner östlich des Schweriner Sees sowie die Linonen im Süden. Nicht vollständig zu klären ist der Grad des Einflusses auf den neben den Abodriten bedeutendsten Teilstamm, die Wagrier in Ostholstein. Die Forschung geht heute mehrheitlich davon aus, dass dort die kirchlichen Strukturen 990 dauerhaft beseitigt worden waren und Mistislaw über den wagrischen Fürsten Sederich allenfalls noch eine lockere Oberherrschaft innehatte, obwohl ihn Thietmar von Merseburg zum Jahr 1018 ausdrücklich als Herrscher der Abodriten und Wagrier bezeichnete. Als gesichert gilt hingegen, dass der Teilstamm der Zirzipanen entlang der Unteren Peene nicht der Herrschaft Mistislaws unterstand. Die Zirzipanen hatten sich bereits während oder kurz nach dem Slawenaufstand von 983 den siegreichen Liutizen angeschlossen.
Mistislaw strebte innerhalb seines Herrschaftsgebiets eine königsgleiche Alleinherrschaft an. Der abodritische Samtherrscher war traditionell nicht der alleinige Träger des politischen Willens. Der niedere Adel verfügte über angestammte Rechte, die von der eigenständigen Verwaltung seiner Burgbezirke bis zur Ein- und Absetzung des Samtherrschers reichten. Der Versuch Mistislaws, den niederen Adel zu entmachten, brachte diesen in Opposition zum Samtherrscher. Verbündete fanden die oppositionellen Adligen in der paganen Priesterschaft, deren Einfluss Mistislaw durch den Ausbau der christlichen Kirchenorganisation und die damit einhergehende Missionierung der Bevölkerung zu beseitigen suchte. Berichte des Bosauer Pfarrers Helmold in seiner Chronica Slavorum aus der Zeit um 1167, Mistislaw habe sich gegen die christliche Kirche gewandt und etwa das Nonnenkloster auf der Mecklenburg aufgelöst, werden deshalb von der Forschung zunehmend in Frage gestellt, zumal sie im Widerspruch zu älteren Nachrichten stehen, denen zufolge die Missionsbemühungen Bischof Bernhards unter den Slawen sehr erfolgreich verliefen und Mistislaw bis an sein Lebensende Christ blieb.

#### Bündnispolitik
Wohl zur Unterstützung bei der Durchsetzung seiner innenpolitischen Ziele erneuerte Mistislaw das Bündnis mit dem sächsischen Herzog Bernhard I., dem die Nakoniden jedenfalls unter Mistislaws Vater Mistiwoj noch als Vasallen zu Heeresfolge und Tributzahlungen verpflichtet gewesen waren. Im Freundschaftsbesuch König Ottos III. auf der Mecklenburg im Herbst 995 drückten sich darüber hinaus gute Beziehungen zum königlichen Hof aus, die ihre Ursache in der gemeinsamen Feindschaft mit den Lutizen hatten. Dementsprechend sind für die Dauer von Ottos III. Kaisertum (996–1002) keine Angriffe der Abodriten auf sächsisches Gebiet überliefert.

#### Niedergang
Der Tod Kaiser Ottos III. setzte den Auftakt für Mistislaws politischen Niedergang. Zunächst verloren seine Verbündeten, die sächsischen Billunger, mit dem Herrschaftsantritt Heinrichs II. ihre königsnahe Stellung im Reich. Grund dafür war insbesondere der im Sommer 1002 in Merseburg ausgebrochene Konflikt zwischen Heinrich II. und dem polnischen Herrscher Bolesław I., dem sowohl Nakoniden als auch Billunger nahe standen. Sodann schloss Heinrich II. Ostern 1003 in Quedlinburg ein Bündnis mit den paganen Liutizen, Mistislaws Feinden. Die geänderten politischen Verhältnisse führten zu einer Lähmung der sächsischen Unterstützung Mistislaws gegen die Liutizen und die innerabodritische Opposition. Die pagane Priesterschaft und der Niederadel hatten in den Liutizen einen natürlichen Bündnispartner gefunden, dessen Verfassung ohne monarchische Führungsspitze, die „Freiheit nach Art der Lutizen“, für die Adligen attraktiv war. Im Februar 1018 wurde Mistislaws Stellung im Abodritenreich schließlich unhaltbar. Mit dem Vorwurf, Mistislaw habe ihnen im Herbst 1017 die Heeresfolge im Feldzug gegen Boleslaw verweigert, drangen die Liutizen mit einem Heer in das Abodritenreich ein, wiegelten die Bevölkerung auf und belagerten Mistislaw in der Burg Schwerin. Von dort aus gelang ihm und der fürstlichen Familie schließlich die Flucht in den Bardengau, also wahrscheinlich nach Lüneburg in die Residenz des sächsischen Herzogs Bernhards II. Unterdessen machten die Aufständischen die christlichen Einrichtungen im Abodritenreich dem Erdboden gleich. Als Bischof Bernhard die Ereignisse in seiner Diözese vor Kaiser Heinrich II. beklagte, „seufzte der schwer, verschob aber eine Entscheidung bis Ostern, um nach wohlüberlegtem Plan das unselige Gewebe der Verschwörung zu lösen“. Ein Eingreifen des Kaisers zugunsten der Kirche blieb jedoch ebenso aus wie eine Wiedereinsetzung Mistislaws. Bald nach 1018 verstarb Mistislaw im sächsischen Exil. Seiner gedenkende Memorialeinträge sind nicht überliefert.